# Pluralismo lógico
Pluralismo lógico é a visão filosófica, que sustenta que há mais de uma lógica correta. Esta está em contraste com o monismo lógico que argumenta que existe uma única lógica. Nessa visão acredita-se que há um padrão diferente tanto para o que conta para uma lógica correta quanto o que exatamente significa para uma lógica ser "correta". Como resultado, o debate sobre monismo lógico e pluralismo é fragmentado em muitas posições diferentes. 